# Dicranolaius
Dicranolaius (лат.) — род жуков подсемейства малашек из семейства Мелириды (Melyridae). Австралия и Юго-Восточная Азия.

## Описание
Мелкие мягкотелые жуки (от 2 до 6 мм). Надкрылья с контрастной черной и желто-оранжевой окраской с полосами и пятнами, поверхность крупно пунктированная и густо покрытая двойным опушением с короткими полуотстоящими золотистыми и длинными прямостоячими белыми или коричневыми волосками, заднегрудь слегка вздутая. 
Тело жуков уплощено в дорзовентральном направлении и заметно расширено кзади. Передние бёдра со слабой выемкой на внутренней стороне около вершины и снабжены рядом светлоокрашенных прямых волосков над выемкой, пигидий (апикальный тергит) удлинённый, равномерно закруглённый на вершине, последний вентрит (апикальный стернит) билациниатный,
равномерно закругленный и заостренный на вершине.
Переднеспинка уплощенная. Лапки 5-члениковые. Самцы Dicranolaius, Laius, Flabellolaius и Intybia — единственные известные роды австралийских Malachiinae с сильно модифицированным третьим антенномером. Laius легко отличить по равномерно голубоватым надкрыльям, модифицированным протибиям и простому второму членику передних лапок. Самцы Flabellolaius имеют 4—10 лепестковидных антенномера, в то время как Dicranolaius и Intybia отличаются только тем, что последний не имеет гребешка на длинных двух члениках передних лапок.
Биология Dicranolaius неизвестна. Взрослые особи часто встречаются на листве и посещают цветки, но большинство видов обитает на земле в засушливых районах вдоль ручьёв и других водных объектов. Они, вероятно, являются падальщиками, питающимися мёртвыми членистоногими, но D. bellulus и D. villosus были зарегистрированы как хищники, питающиеся яйцами и ранними стадиями развития бабочек, тлей, мёртвыми сверчками и кубышками саранчи.

## Классификация
Около 80 видов. Таксон Dicranolaius был впервые выделен в 1921 году Джорджем Чэмпионом (1851—1927) в качестве подрода в составе рода Laius по типовому виду Dicranolaius falcifer (Champion, 1921), главным образом по признаку сильно модифицированных трёх базальных члеников усика и чёрному апикальному гребешку на втором сегменте передних лапок у самцов. В 1952 году W. Wittmer повысил Dicranolaius до родового уровня, перенеся в него 40 австралийских видов из рода Laius.
Включен в состав номинативной трибы Malachiini в широком объёме или в Apalochrini. В 2021 году на основе вида D. weiri был выделен род Australolaius.
- D. acervatus — D. adonis — D. albomaculatus — D. ammophilus — D. apicalis — D. armstrongianus — D. aulacophoroides — D. baloghi — D. basimaculata — D. bellulus — D. benneri — D. beswickensis — D. demarzi — D. fairmairei — D. falcifer — D. flavonotatus — D. guttulatus — D. leai — D. magnificus — D. mainoioensis — D. mangalicola — D. nigricornis — D. nodicornis — D. quinquenotatus — D. quinqueplagiatus — D. rubriventris — D. rufitarsis — D. rugulipennis — D. similis — D. spinicornis — D. takizawai — D. tetrastictus — D. tetrastictus — D. trisignatus — D. villosus — D. weiri
- 2017 (sp. nov.)[2]: Dicranolaius acacia , D. alice, D. anic , D. archer , D. balah , D. bogan , D. brittoni , D. cardaleae , D. chinchilla , D. confusus , D. crypticus , D. desertus , D. eromanga , D. hudsoni , D. kildurk , D. kimberley , D. kinchega , D. micrus , D. moffatt , D. monteithi , D. pilbara , D. proserpine , D. pulleni , D. quorn , D. reidi , D. rockhampton , D. spinifex , D. thylungra , D. uptoni , D. zborowskii.